# 1976年香港
|        | 香港歷史 \| 香港歷史年表                                                                                                   |
| 世紀： | 19世紀香港 \| 20世紀香港 \| 21世紀香港                                                                                     |
| 年代： | 1940年代香港 \| 1950年代香港 \| 1960年代香港 \| 1970年代香港 \| 1980年代香港 \| 1990年代香港 \| 2000年代香港               |
| 年份： | 1972年香港 \| 1973年香港 \| 1974年香港 \| 1975年香港 \| 1976年香港 \| 1977年香港 \| 1978年香港 \| 1979年香港 \| 1980年香港 |
| 紀年： | 丙辰年（龙年）、香港開埠135周年、香港重光31周年                                                                            |

## 政府

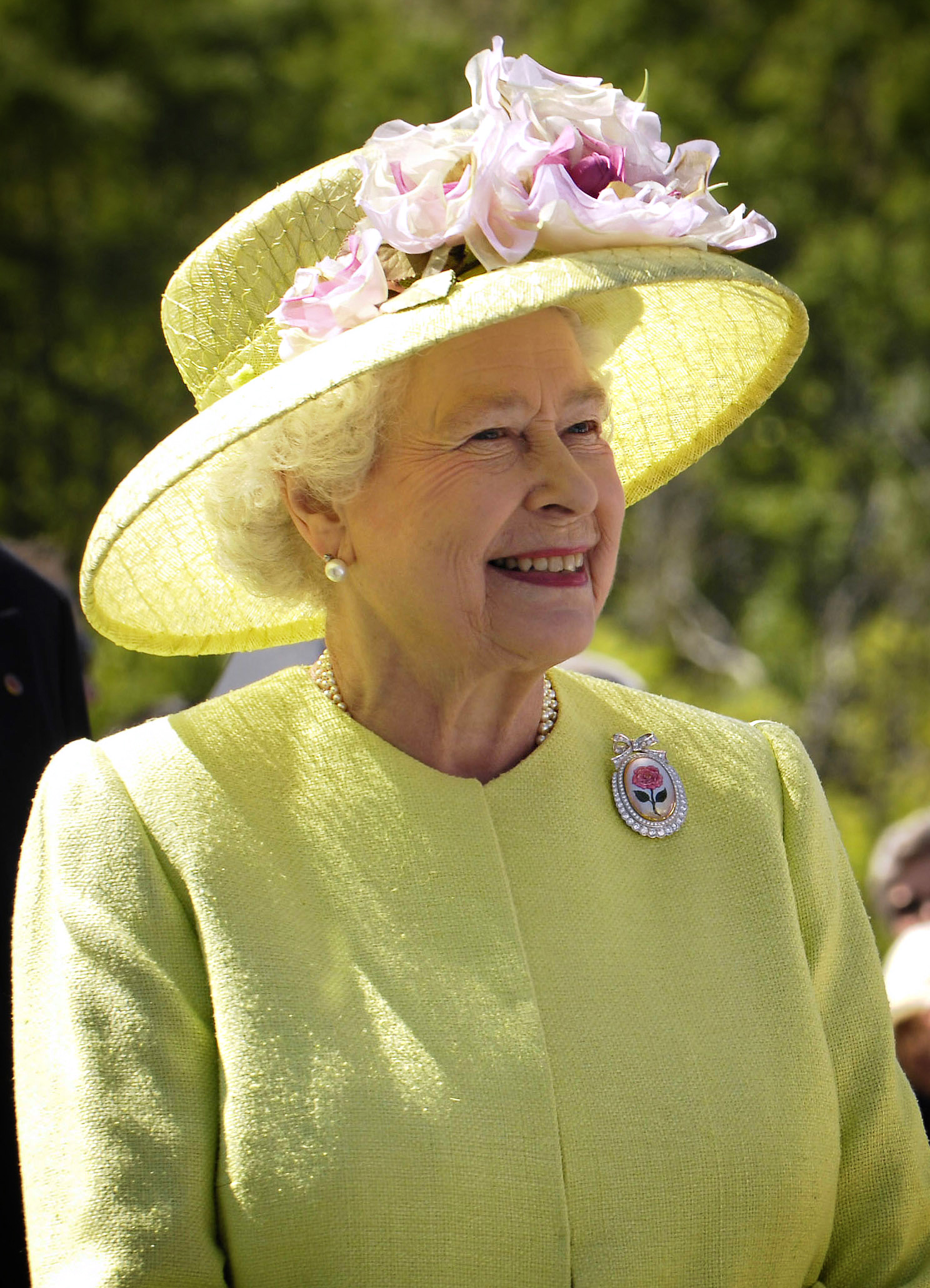
英国君主：伊丽莎白二世

### 成員變動

輔政司：羅弼時（職位改稱布政司）

## 大事記
- 1月9日，休班警區沛權向一名青年連開3槍將對方轟斃，最初被控以謀殺並罪成判囚終身，及後上訴得直，改判誤殺罪判囚5年。[1]
- 2月1日，筲箕灣愛秩序灣木屋區五級火，12人受傷。[2]
- 2月8日，城門水塘女童命案。
- 2月12日，中環華人行發生四級火[3]。
- 2月19日，旺角祥興樓發生三級火，5死28傷。
- 2月19日，政府推出新五元硬幣，取代舊有五元紙幣。
- 3月23日，荔枝角蝴蝶谷女屍案。
- 3月27日，灣仔警署對面新填地的草叢內發現少女屍體，滿身刀傷、下體赤裸疑遭姦殺。
- 3月30日，中區警署高級探目林肇榮伏屍山頂鴨巴甸水塘道[4]。
- 6月15日，中環亞厘畢徑發生劫殺案[5]。
- 6月29日，兩童遭住隔壁643號室兇手用繩索與膠袋束縛活生生由7樓拋出街外。
- 8月8日，藍田邨8歲女童被姦殺。[6]
- 8月23日－8月24日，熱帶風暴愛倫襲港，天文台懸掛三號風球，釀成27死65傷3失蹤，其中18名死者來自8月25日發生的秀茂坪山泥傾瀉意外。
- 9月3日
  - 荃灣牛津工業大廈五級火，1死5傷。
  - 元州邨第4座1027室婦人遭人斬死。[7]
- 10月2日，天文台道4號梯間探員被斬死。[8]
- 10月5日，廣播道偉錦園7樓D座女子被殺。[9]
- 11月8日，荔園遊樂場門口發生警匪槍戰。[10]
- 11月12日，深水埗青山道大三元麻雀館劫案。
- 11月19日，油蔴地德興街公寓發生命案。[11]
- 11月24日，上午，先後有兩輛行走51線往大角咀碼頭方向的亞比安55型在荃錦公路發生交通意外。第一宗意外發生於早上6時55分，一輛亞比安55型巴士（L287，車牌號碼BK8211）在光板田村失控翻側，造成24人受傷；15分鐘後，另一輛巴士（L289，車牌號碼BK8213）在川龍仙蝦洞撞向大樹，五名乘客受傷。
- 12月3日，觀塘香港企業大廈一間製衣廠發生三級大火，4人被濃煙焗斃。[12]
- 12月22日，葵涌美華工業大廈五級火，無傷亡。
- 12月23日，許冠文編導的喜劇半斤八兩上映。

### 節慶
下列節慶，如無註明，均是香港的公眾假期，同時亦是法定假日（俗稱勞工假期）。有 # 號者，不是公眾假期或法定假日（除非適逢星期日或其它假期），但在商業炒作下，市面上有一定節慶氣氛，傳媒亦對其活動有所報導。詳情可參看香港節日與公眾假期。
- 1月1日（星期四）：元旦（根據法定假日放假的機構，或會冬至放假，元旦不放假）
- 1月31日（星期六）：農曆年初一
- 2月1日（星期日）：農曆年初二（根據法定假日放假的機構，或會農曆年初二放假，年初一之前一日不放假）
- 2月2日（星期一）：農曆年初三（是公眾假期，但不是法定假日）
- 2月3日（星期二）：農曆年初四（補2月1日）（是公眾假期，但不是法定假日）
- 4月4日（星期日）：清明節及兒童節 #
- 4月5日（星期一）：清明節翌日（補4月4日）
- 4月16日（星期五）：耶穌受難節（是公眾假期，但不是法定假日）
- 4月17日（星期六）：耶穌受難節翌日（是公眾假期，但不是法定假日）
- 4月19日（星期一）：復活節星期一（是公眾假期，但不是法定假日）
- 4月21日（星期三）：英女皇壽辰（是公眾假期，但不是法定假日）
- 6月2日（星期三）：端午節
- 7月1日（星期四）：7月份第一個周日（是公眾假期，但不是法定假日）
- 8月2日（星期一）：8月份第一個星期一（是公眾假期，但不是法定假日）
- 8月30日（星期一）：8月份最後一個星期一為重光紀念日（是公眾假期，但不是法定假日）
- 9月8日（星期三）：中秋節 #
- 9月9日（星期四）：中秋節翌日
- 10月31日（星期日）：重陽節及萬聖夜 #
- 11月1日（星期一）：重陽節翌日（補10月31日）（是公眾假期，但不是法定假日）
- 12月22日（星期三）：冬至（是法定假日，但不是公眾假期，根據法定假日放假的機構，或會元旦放假，冬至不放假。部份機構或會提早下班）
- 12月24日（星期五）：平安夜#（不是公眾假期或法定假日，但部份機構或會提早下班或放假一天）
- 12月25日（星期六）：聖誕節（是公眾假期，但不是法定假日）
- 12月27日（星期一）：聖誕節後第一個周日（是公眾假期，但不是法定假日）
- 12月31日（星期五）：公曆除夕# （不是公眾假期或法定假日，但部份機構或會提早下班或放假一天）

## 出生人物
- 5月10日，高禮澤，香港退役男子乒乓球選手。

## 逝世人物
- 8月28日，林鳳，36歲，香港女演員。
- 11月1日，丁熊照，73歲，香港塑膠業廠商會創會人之一
- 12月21日，余經緯，46歲，無綫電視總經理。